# Миладин Ковачевић
Миладин Ковачевић (Мостар, 1. април 1938. — Београд, 24. јул 2013) био је српски књижевник, познат под псеудонимом „Јаков Гробаров“ („Јаша Гробаров“).
Писао је песме, приче, романе и драме. Осим по значајном књижевном делу, остао је запамћен и као „велика и аутентична урбана легенда Београда“ и „вероватно последњи најаутентичнији српски боем“.

## Биографија
Ковачевић је рођен 1. априла 1938. у Мостару, мајку је изгубио 1940, а оца су му усташе бацили у јаму у Јасеновцу 1941. године. До 1949. живео је са маћехом која је касније ослепела. Завршио је средњу школу у Мостару, а затим је водио живот луталице и скитнице. Од 1960-их живео је претежно у Београду, где је између осталог био гробар (одатле псеудоним) и бескућник. Три године је провео и у Паризу.
Дебитовао је у мањој књижевној периодици почетком 1960-их, да би му затим радове објавила и угледна Политика. Прва објављена књига му је била Одгонетка сна 1961. године и од тада је био редовно запажен делима у угледној периодици и књигама. Био је превођен на више светских језика. Бавио се и сликарством, поучавао га је сликар-боем Слава Богојевић.
„Кад се сетим старих дана... За столовима су седели сликари, писци, музичари, дружили се, причали. Сада је све празно. Тешко се оријентишем у овом времену. Што каже песник, свет у коме живим није свет у коме умирем“.— Јаков Гробаров, у једном од последњих интервјуа

## Дела
- Одгонетка сна (песме), самиздат, Београд, 1961.
- Ходочасник (песме и приче), „Просвета“, Београд, 1968.
- Фиока без броја (роман), самиздат, Београд, 1974.
- У свлачионици (роман), „Трибина“, Београд, 1978.
- Враћам се одмах (приче), „Просвета“, Београд, 1987.
- Ближи се 2000. (поезија), Прва књижевна комуна, Мостар, 1989.
- Од Бога или ђавола (роман) „Слобода“, Београд, 1990.
- Моје најбоље приче (приче), „Научна књига“, Београд, 1991.
- Живећу испочетка (приче), БИГЗ, Београд, 1991.
- Власник туђег разума (приче), „Филип Вишњић“, Београд, 2001.
- Игра десног бека (драма), Књижевно друштво „Свети Сава“, Београд, 2004.
- Коњ без јахача (проза и поезија), „Заштита ДМ“, Београд, 2004. Друго измењено издање: „Admiral Books“, Београд, 2006.
- Ожиљци за сва времена (приче), „Admiral Books“, Београд, 2006.
- Прошлост је прошла (приче), „Нолит“ и „Беокњига“, Београд, 2008.
- Кафански бисери (приче), Удружење српских издавача, Београд, 2010.
- Кафански бисери. 2, Ко је рекао: живели! (приче), Удружење српских издавача, Београд, 2011.

## Пријем код критике
О Гробарову су, између осталих, писали и Предраг Протић, Матија Бећковић, Љубивоје Ршумовић, Милован Витезовић, Миодраг Перишић, Михајло Пантић, Радомир Константиновић и други.
Радомир Константиновић каже у есеју о Гробарову прочитаном на Трећем програму Радио Београда 13. децембра 1968: „Гробаров је самотворац. Без претка, буквално, захваљујући историји која може, као што видите, да се зове и логор или јама у Јасеновцу; удруженом сарадњом ове историје са чистом несрећом која ће га лишити оне жене коју није престао да тражи - тражећи себе, покушавајући да се нађе у своме пореклу налазећи се у њој, својој мајци, своме изворишту, своме прапочетку - он је осуђен, он је крваво почашћен да буде свој сопствени творац, да буде овај самотворни Гробаров а не Миладин Ковачевић. Он је осуђен да буде без претходника, да буде на самом свом почетку, чак старији од себе самога и као у народним загонеткама, овако несрећом и историјом загонетнут, да буде свој сопствени син, отац тога свога сина, старији од себе самог који је већ ту, и који тек треба иако јесте самога себе да роди.“